# Raphael Kopp
Raphael Kopp (* 6. Januar 1988) ist ein deutscher Radballspieler. Raphael spielt seit 1996 bis einschließlich 2024 aktiv 2er-Radball für den Verein RV Stahlross Obernfeld. Er wurde 2023 Radball-Weltmeister in Glasgow und konnte 2024 an der Weltmeisterschaft in Bremen den Titel erfolgreich verteidigen.

## Werdegang
1998 qualifizierte sich Kopp zum ersten Mal für die deutsche Meisterschaft der Schüler B mit Julian Kopp und belegte den 4. Platz. In den Jahren 2000/2001 gewannen sie die deutsche Meisterschaft der Schüler A. Insgesamt qualifizierten sie sich acht Mal im Nachwuchsbereich für die Deutsche Meisterschaft. 2006 gewannen sie die Deutsche Meisterschaft der Junioren und wurden Europameister der Junioren im tschechischen Litomyšl. Ebenso wurde 2006 bei einem Länderkampf in Osaka der Japan-Cup gewonnen.
Von 2007 bis 2012 spielte Raphael mit Julian in der 2. Bundesliga, bis der Aufstieg in die 1. Bundesliga gelang. Von 2013 bis 2017 spielte das Duo in der 1. Bundesliga und konnte sich im Abschiedsjahr mit dem 3. Platz bei der Deutschen Meisterschaft in der Elite die Bronzemedaille sichern.
Gegen Ende der Saison 2017 wechselte Raphael seinen Partner und spielte sechs Jahre lang mit dem Obernfelder Radballer André Kopp zusammen. Schon nach wenigen Wochen gewannen sie den ersten World-Cup in Kamenz. In ihrer ersten gemeinsamen Saison belegte das neuformierte Duo den ersten Platz der Bundesliga-Saison sowie den dritten Platz bei den Deutschen Meisterschaften. 2019 gewannen die beiden in Moers den deutschen Meistertitel.
In ihren sechs laufenden Spielzeiten konnten Raphael und André fünfmal die laufenden Bundesligasaison für sich entscheiden, sowie fünf Siege im Radball-Weltcup einfahren. 2022 erzielte man bei dem Weltcup-Finale in Sulgen den 3. Platz.
2023 setzten die beiden sich erstmals gegen ihre Konkurrenten aus Stein im WM-Ranking durch und qualifizierten sich für Deutschland zur Weltmeisterschaft. Im August 2023 gewann Raphael mit Andre im schottischen Glasgow die Weltmeisterschaft und sicherte sich das Regenbogentrikot im Zweier-Radball.
Nach dem Finale des Weltcups 2023 in Zlín beendet sein Partner André seine aktive Karriere. An der Weltmeisterschaft 2024 in Bremen verteidigte Raphael mit Bernd Mlady den Weltmeistertitel erfolgreich und gewann zwei Monate später im Finale des Weltcups 2024 erstmals diesen Wettbewerb.

## Sportliche Erfolge
Weltmeisterschaft
- Weltmeister 2023
- Weltmeister 2024

Gesamtweltcup
- 1. Rang 2024
- 3. Rang 2019, 2022

Deutsche Meisterschaft Elite
- 1. Rang 2019
- 2. Rang 2022, 2023
- 3. Rang 2017, 2018, 2021

Junioren-Europameisterschaft
- 1. Rang 2006